# Visita Espiritual a la Mare de Déu de Montserrat
La Visita Espiritual a la Mare de Déu de Montserrat és una de les pregàries més populars adreçades a aquesta advocació mariana d'ençà de la seva redacció per Josep Torras i Bages a petició de joves de Lliga Espiritual de la Mare de Déu de Montserrat. Formant, alhora, una breu síntesi dels ideals socials i religiosos del tradicionalisme catòlic, un dels corrents destacats del catalanisme.

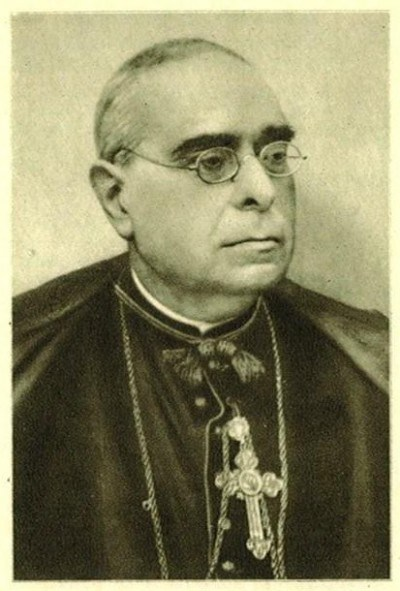
Josep Torras i Bages autor de la Visita Espiritual.

## Origen i difusió
El sorgiment i expansió del catalanisme com a moviment en defensa de la llengua, la cultura i l'autogovern era una realitat al darrer terç del segle XIX formada per una diversitat de corrents expressats en obres com Lo Catalanisme (1886) de Valentí Almirall, El regionalismo (1887) de Mañé i Flaquer o La tradició catalana (1892) de Josep Torras i Bages. Moviment clarament contrari a la política i al centralisme de la Restauració borbònica.
Des d'aquest darrer àmbit i des de sectors del catolicisme oficialista, en els darrers anys del segle XIX, s'argumentava que no es podia ser catòlic i catalanista. Enfront d'aquesta situació un grup de joves de la Unió Catalanista, entitat catalanista i catòlica es decidiren afirmar la seva fe i la seva lluita pel país creant la Lliga Espiritual de la Mare de Déu de Montserrat. Ells encarregaren a Josep Torras i Bages la composició d'una pregària per demanar a Santa Maria, sota l'advocació de Montserrat, la seva intercessió per assolir la "total reconstrucció espiritual i temporal del poble català".
Fruit d'aquesta demanda, qui en pocs mesos seria bisbe de Vic escrigué la Visita Espiritual a la Mare Déu de Montserrat. La qual, aprovada pel bisbat de Barcelona, fou resada per primera vegada a la catedral de Barcelona el 30 d'abril de 1899. Esdevenint, anys a venir, la pregària més popular entre devots de la Verge Bruna.
En aquesta pregària es demana la intersecció i ajut de Maria per aconseguir per als catalans "aquella fe que enfonsa les muntanyes, omple les valls i fa planer el camí de la vida". Així com honestedat dels costums públics, desterrar l'esperit de maledicció i de blasfèmia, treure de Catalunya l'esperit de discòrdia, ajuntar tots els seus fills amb cor de germans, que mai no es desfaci el poble català, defensar d'enemics espirituals i temporals tota la terra catalana i aconseguir per als pobles de Catalunya una pau cristiana i perpètua.
El text de la Visita Espiritual ja fa albirà la voluntat de Torras i Bages de propugnar un catalanisme que ha de basar-se en la restauració dels valors cristians en l'àmbit de la política, en la vida pública i en la vida familiar.
La Visita Espiritual a la Mare de Déu de Montserrat ha estat musicada el 1940 per Gregori Maria Sunyol seguint l'esperit del cant gregorià. El 1954 Ireneu Segarra va fer una altra versió a quatre veus per a l'Escolania de Montserrat.
També s'han fet nombroses edicions impreses d'ençà de la primera de 1899. La versió manuscrita de la qual conserva la biblioteca de l'abadia de Montserrat.
El mes de maig de 2024 el Museu de Montserrat obrí una exposició en l'avinentesa de 125è aniversari de la Visita Espiritual a la Mare de Déu de Montserrat de Josep Torras i Bages, comissariada per Josep Galobart l'arxiver de l'Abadia de Montserrat.

### Versions posteriors
El 1981, en motiu del centenari de la declaració de la Mare de Déu de Montserrat com a patrona de Catalunya, Pere Casaldàliga, bisbe a Saó Felix (Brasil), redactà una nova versió de la Visita Espiritual arrelada a la realitat social d'aquells anys. La qual ha estat musicada per Odiló M. Planàs.
També existeix una altra versió obra de Lluís Solà, monjo de Poblet.